# Yvonne Verdier
Pour les articles homonymes, voir Verdier.
Yvonne Verdier, née Mention le 23 novembre 1941 à Melle (Deux-Sèvres) et morte le 25 août 1989 dans un accident de la route à Saint-Étienne-Vallée-Française (Lozère), est une ethnologue française.

## Biographie
Elle effectue des études de littérature classique à l'Université Panthéon-Sorbonne avant de se tourner vers l'ethnologie. Elle est mentorée par André Leroi-Gourhan et Roger Bastide du Musée de l'Homme.
Chargée de recherche au Centre national de la recherche scientifique, et membre du Laboratoire d’anthropologie sociale, Yvonne Verdier a étudié les versions orales du « Petit Chaperon rouge » ; elle a également participé à une enquête ethnographique collective sur le village de Minot (Côte-d'Or), dont elle a tiré le livre Façons de dire, Façons de faire. Elle a par ailleurs rédigé un essai sur Thomas Hardy (écrivain).

## Publications
- Façons de dire, Façons de faire : la laveuse, la couturière, la cuisinière, Paris, Éditions Gallimard, coll. « Bibliothèque des sciences humaines », 1979, 347-[24] p.-[8] p. de pl.  (ISBN 2-07-028246-5) (prix Broquette-Gonin 1980).
- Tina Jolas, Marie-Claude Pingaud, Yvonne Verdier, Françoise Zonabend, Une campagne voisine : Minot, un village bourguignon, Paris, Éditions de la Maison des sciences de l'homme, coll. « Ethnologie de la France », 1990, 454 p.  (ISBN 978-2-7351-0421-5).
- Coutume et Destin : Thomas Hardy et autres essais (précédé de Claudine Fabre-Vassas et Daniel Fabre, Du rite au roman, parcours d'Yvonne Verdier), Paris, Éditions Gallimard, coll. « Bibliothèque des sciences humaines », 1995, 259 p.-[24] p. de pl.  (ISBN 2-07-070517-X).
- Le Petit Chaperon rouge dans la tradition orale, Paris, Allia, 2014, 80 p. (ISBN 978-2-84485-853-5)